# 天城京
天城京（？—）是日本作家。

## 經歷
天城京在2015年以獲得第28屆Fantasia大賞的「大賞」，隔年1月以《刺客守則 暗殺教師與無能才女》為題，由富士見Fantasia文庫出版小說第一卷。該小說是他的出道作品。
GA文庫於2021年4月出版了天城京的小說，並作為GA文庫15周年企劃的一部分。天城京本人提到，他喜歡「將世界設定扭曲到極致」和「闡述角色之間的關係」，他的喜好也有反映在作品上。

## 作品列表
- 《刺客守則》（2016年1月－，富士見Fantasia文庫）[2]
- （2021年4月－，GA文庫）[3]